# Ca’ d’Andrea
Ca' d'Andrea – miejscowość i gmina we Włoszech, w regionie Lombardia, w prowincji Cremona.
Według danych na rok 2004 gminę zamieszkuje 537 osób, 31,6 os./km².